# João Manuel Serra
João Manuel Serra (* 24. Oktober 1931 in Lissabon, Portugal; † 10. November 2010 ebendort) war ein portugiesischer Schauspieler, Exzentriker, Kultfigur und Stadtoriginal von Lissabon. Landesweit bekannt wurde er als "Senhor do Adeus".

## Leben
João Manuel Serra entstammte einem vermögenden Diplomatenhaushalt, sein Vater war hoher Diplomat der Portugiesischen Republik. Mit seiner Mutter bereiste er viele Teile der Welt und musste aufgrund des Reichtums der Familie niemals arbeiten und lebte in Lissabon als Privatier. Er zeigte schon früh Interesse an Theater, Musik und dem Kino und war vor allem Cineast. Jeden Sonntag ging er mit Freunden ins Kino des El Corte Inglés und schrieb Kritiken zu den angeschauten Filmen.
Nach dem Tode seiner Mutter 1995, seiner einzigen Liebe im Leben, wie er meinte, fiel ihm die Decke auf den Kopf. Und so wurde er zum Senhor do Adeus.

## Senhor do Adeus
Der winkende Herr (O senhor do Adeus) stellte sich auf die Praça Duque de Saldanha im Zentrum Lissabons, jede Nacht, fünfzehn Jahre lang und winkte allen Autofahrern stundenlang zu, die ihn zunächst für einen verrückten hielten, bis er dadurch zu einer Kultfigur avancierte in Lissabon und im Rest des Landes. Stets hatte er dabei eine Sonnenbrille an und war sehr elegant gekleidet. Vielen zauberte er ein Lächeln aufs Gesicht und brachte damit etwas Menschlichkeit in die Straßen Lissabons und in das Nachtleben. Das war der Langeweile und der schweren Einsamkeit des leidenschaftlichen Junggesellen geschuldet.
Zu Lebzeiten wurde er Teil einer portugiesischen Comicserie, in der eine Figur ihn darstellte, er spielte in der Serie „O mundo caita“ und spielte in dem portugiesischen Spielfilm „I will see you in my dreams“ mit. Er gab der großen Tageszeitung Público ein langes Interview.
João Manuel Serra starb am 10. November 2010 im Alter von 79 Jahren in Lissabon.

## Nachwirkung
Die Nachwirkung des zur Kultfigur gewordenen Seniors war enorm: Die portugiesische Polizei besuchte seit 2010 häufiger vereinsamten Senioren, um Suizide, Verwahrlosungen oder Kriminalität gegen ältere Menschen zu vermeiden und eventuell Hilfsangebote machen zu können. Serra hatte mit seiner Aktion auf die wachsende Einsamkeit und Verlorenheit von Senioren in Portugal und Europa aufmerksam machen wollen.
2011 erschien ein Buch mit den gesamten Filmkritiken von Serra; ein Blog wurde bei Facebook eröffnet, mit dem Titel „Senhor do Adeus“, dass sich mit dem Leben und Wirken und vielen Filmkritiken des Exzentrikers befassten und bis heute existiert.
Diverse Musiker widmeten ihm Lieder, so Pedro Abrunhosa (Senhor de Adeus), der Fado-Sänger Marco Rodrigues zusammen mit Carlos do Carmo (O homem de Saldanha) oder der Komponist Bernardo Sassetti (O homem que diz adeus).
2017 wurde an der Praca Duque de Saldanha von der Stadt Lissabon offiziell eine Gedenkplakette in den Boden eingelassen, um dem Wunsch unzähliger Bürger nachzukommen und das Stadtoriginal zu würdigen. 